# Radio Swiss Pop

Logo im Jahr 2008

Radio Swiss Pop (ehemals Swiss Light) ist ein Musiksender der Swiss Satellite Radio, einer Sparte der SRG SSR, der öffentlich-rechtlichen Rundfunkanstalt der Schweiz. Das Programm erreicht in der gesamten Schweiz täglich rund 585'000 Menschen. Von 1956 bis 1998 war es ein spezielles Programm des existierenden Schweizer Telefonrundspruchs. Schwesterprogramme von Radio Swiss Pop sind Radio Swiss Classic und Radio Swiss Jazz.

## Übernahme-Verhandlungen
Anfangs März 2020 gab die SRG bekannt, dass der Radiosender Swiss Pop verkauft wird und ab September 2020 durch die in der Westschweiz beheimatete BNJ Suisse SA betrieben wird. Wegen der Corona-Pandemie verzögerte sich der Verkauf auf den 1. September 2021. Ende Juni 2021 wurde bekannt, dass BNJ Suisse vom Kaufvertrag zurücktritt. Als Grund wird die Verschlechterung des Werbemarktes aufgrund der Corona-Pandemie angegeben. Der Sender wird somit weiterhin durch die SRG betrieben.

## Musikprogramm
Radio Swiss Pop bringt gängige Popmusik nonstop. Das Musikprogramm wird gänzlich ohne Moderation, Wortbeiträge und Werbung gesendet. Daher wird das Programm auch in Geschäften, Restaurants und Bars als Hintergrundberieselung eingesetzt. Die gespielten Titel können auf der Website eingesehen werden. Der Anteil von Schweizer Musik beträgt laut Angaben von Swiss Pop durchschnittlich 50 Prozent.

## Empfang
Das Programm kann in der Schweiz über Kabel und über DAB, europaweit über den Satelliten Eutelsat Hotbird im DVB-Modus sowie weltweit über das Internet in Form eines Live-Streams empfangen werden. Die frühere Ausstrahlung über Astra Digital Radio wurde eingestellt. Im Südtirol wird Radio Swiss Pop von der Rundfunk-Anstalt Südtirol im Standard DAB+ ausgestrahlt.

## Hörerzahlen
Radio Swiss Pop ist mit täglich 585'150 Zuhörern in der Schweiz das meistgehörte Programm von Swiss Satellite Radio (Mediapulse, Zahlen für das 1. Semester 2021). Die durchschnittliche Hördauer rund 34 Minuten.
|                            | Deutschschweiz | Romandie   | Italienische Schweiz |
| -------------------------- | -------------- | ---------- | -------------------- |
| Anzahl Hörer               | 380'810        | 169'990    | 34'350               |
| Durchschnittliche Hördauer | 42 Minuten     | 25 Minuten | 36 Minuten           |